# Гланцберг, Элизабет
Элизабет Гланцберг (швед. Elisabeth Glantzberg, полное имя Elisabeth Margareta Glantzberg; 1873—1951) — шведская художница по текстилю и основатель собственной школы.
Была одной из ключевых фигур шведских студий моды и швейного образования в 1910—1920 годах.

## Биография
Родилась 20 октября 1873 года в Транстранде в семье приходского священника Кристиана Магнуса Гланцберга (1833—1897) и его жены Хильды Доротеи Арборелиус (1841—1924). Элизабет, которую в семье называли Бет, была младшим ребёнком; у неё было ещё три сестры и один брат. В 1882 году семья переехала в провинцию Вестманланд, где отец стал приходским священником в приходе Хеда. На всю семью повлияла профессия отца-священника, что означало определённый социальный статус. Элизабет не имела формального образования, она самостоятельно училась дома, получив много знаний о текстиле и технике шитья. Все сестры работали и шили вручную, что было характерно для дочерей семей священников.
В течение нескольких лет Элизабет работала в Соединенных Штатах, главным образом в Бостоне, в качестве художницы по текстилю. Её брат Эрнст Гланцберг ранее, в 1891 году, эмигрировал в США, и это стало подспорьем для Элизабет и её сестры Эллен, чтобы переехать в Америку около 1900 года. В 1903—1909 годах Элизабет участвовала в работе Бостонского обществе искусств и ремёсел, где преподавала ткачество и несколько раз выставляла свои работы. В её работах была характерна шведская народная эстетика. Элизабет Гланцберг удалось завоевать интерес американцев к шведскому тканевому искусству. Это произошло также потому, что такая работа оказалось очень подходящей для слепых людей, что всячески поддерживали местные власти.
Вместе с сестрой Элизабет основала компанию «The Misses Glantzberg», которая представляла собой одновременно текстильную школу и розничный бизнес шведских изделий ручной работы и предметов интерьера. Деятельность Элизабет и Эллен вызвала неподдельный интерес американцев. Даже президент США Теодор Рузвельт обратил внимание на Элизабет Гланцберг в 1908 году, когда встретился с ней на благотворительном базаре. Не смотря на то, что Гланцберг вернулась в Швецию, она поддерживал связь с Соединенными Штатами на протяжении всей своей жизни и несколько раз ездила туда до 1938 года.

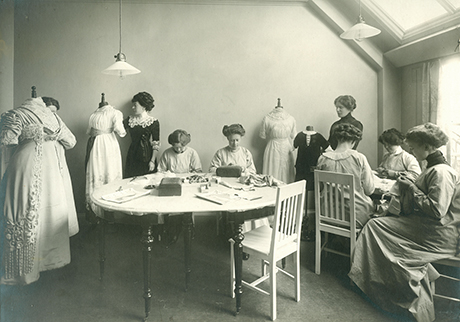
Birgittaskolan, 1910 год

В 1909 году Элизабет вернулась в Швецию и начала работать в отделе детской одежды предприятия Nordiska Kompaniet, где познакомилась с художницей по текстилю Эми Фик. У них было много общего, поскольку обе происходили из высших слоев общества, долгое время жили за границей и приобрели хорошие знания в области шитья. Осенью 1910 года они вместе основали первую школу моды и текстиля в Швеции Birgittaskolan в центральной части Стокгольма. Привлеченные клиенты были в основном из знатных слоёв общества. Курсы шитья одежды были важнейшим направлением деятельности Birgittaskolan, но в её функции также входили пошив детской одежды и белья, вышивка и кружева, изготовление льняных изделий, художественного шитья, гобеленов и тканых ковриков. Учебные курсы в школе были разделены на длинные и короткие, длительный курс (шесть месяцев) считался профессиональным обучением. В 1914 году Эми Фик и Элизабет Гланцберг расстались, полностью прекратив сотрудничество, а затем продолжили самостоятельную деятельность в своих собственных компаниях: Элизабет сохранила исходное название Birgittaskolan, Эми создала предприятие Sankta Birgittaskolan.
Вместе со своим предприятием Элизабет Гланцберг участвовала в нескольких выставках домашнего интерьера, в том числе в 1917 году на Домашней выставке в художественной галерее Liljevalchs konsthall. Также совместно с Карлом Мальмстеном принимала участие на выставке 1919 года. В 1925 году Гланцберг опубликовала написанную в соавторстве с Айной Монтелл книгу Vävboken: handbok för hemmet och skolan. Также она была автором несколько статей в Швеции и США о текстильных изделиях и пошиве одежды.
На склоне лет Гланцберг переехала в Эльвдален в Даларне. В местечке Лока она сняла дом, где вела курсы ткачества.
Умерла 10 декабря 1951 года в Эльвдалене.